# Partidul Noua Generație – Creștin Democrat
Die Partidul Noua Generație – Creștin Democrat (PNG-CD, deutsch Partei der Neuen Generation – Christdemokraten) ist eine politische Partei in Rumänien.

## Geschichte
Die Formation wurde im März 1999 unter dem Namen Partidul Noua Generație gegründet. Sie war zunächst eine Partei im Zentrum des politischen Spektrums in Rumänien und wurde geführt von Viorel Lis, dem früheren Bürgermeister Bukarests.
Im Januar 2004 übernahm George Becali den Parteivorsitz; er richtete die Partei gemäß seinen Ansichten ultrakonservativ, nationalistisch und politisch-religiös aus. Er ist die unumstrittene Führungsfigur der personell ganz auf ihn ausgerichteten Partei.
Die Verlautbarungen Becalis sind inhaltlich ähnlich denen von Corneliu Vadim Tudor, dem Parteiführer der Partidul România Mare (Großrumänienpartei). Dementsprechend sind die politischen Positionen beider Parteien vergleichbar. Eine Zusammenarbeit gab es jedoch nicht, da Becali und Tudor persönlich zerstritten sind. Nach den Parlamentswahlen 2008, bei der beide Parteien den Einzug ins Parlament verfehlten, näherten sich Becali und Tudor an; Becali schaffte bei der Europawahl am 7. Juni 2009 auf der Liste der Großrumänienpartei den Einzug ins Europäische Parlament.
Im April 2006 nahm die Partei ihren heutigen Namen an.
Die PNG-CD bestreitet die Beteiligung Rumäniens am Holocaust während des Zweiten Weltkrieges. Wegen von der Partei selbst bewusst hergestellter Verbindungen zu den Traditionen der Eisernen Garde wurde die PNG-CD 2006 im International Religious Freedom Report des US-Außenministeriums erwähnt.

## Wahlergebnisse
Bisher (Stand 2008) konnte die Partei keine durchgreifenden Wahlerfolge auf Landesebene erzielen; bei den Parlamentswahlen 2004 und den Wahlen zum Europaparlament im November 2007 scheiterte man jeweils an der Fünfprozenthürde. Bei Meinungsumfragen konnte die PNG-CD im Verlauf des Jahres 2007 zeitweise bis zu 18 % potentieller Wählerstimmen verzeichnen.
| Jahr | Wahl                         | Ergebnis         |
| ---- | ---------------------------- | ---------------- |
| 2000 | Parlament (Abgeordnetenhaus) | 0,18 %           |
| 2004 | Parlament (Abgeordnetenhaus) | 2,24 %           |
| 2007 | Europäisches Parlament       | 4,85 %           |
| 2008 | Parlament (Abgeordnetenhaus) | 2,27 %           |
| 2009 | Europäisches Parlament       | nicht angetreten |